# ميشيل فيراري (أستاذ جامعي)
ميشيل فيراري هو طبيب أعصاب سويسري، ولد في 15 يوليو 1954.